# Ekopipam
Ekopipam (SCH-39166) je sintetički benzazepinski derivat. Ovaj lek deluje kao selektivni antagonist D1/D5 receptora, sa neznatnim afinitetom za bilo D2-slične ili 5-HT2 receptore. On ispoljava sedativno, antipsihotičko i anoreksno dejstvo. Ovaj lek je bio ispitivan za moguću primenu na ljudima, mada nije odobren zbog nuspojava, kao što su depresija i anksioznost.

## Hemijska sinteza
Ekopipam se može sintetisati iz jednostavnog derivata tetralina:

## Spoljašnje veze
|  | Molimo Vas, obratite pažnju na važno upozorenje u vezi sa temama iz oblasti medicine (zdravlja). |